# Dukora
Dukora (belarusiska: Дукора,) är en agropolis i Belarus. Den ligger i voblasten Minsks voblast, i den centrala delen av landet, 30 km sydost om huvudstaden Minsk. Dukora ligger 174 meter över havet och antalet invånare är 1 300.

## Natur och klimat
Terrängen runt Dukora är mycket platt. Närmaste större samhälle är Svіslatj, 4,4 km söder om Dukora.
Trakten runt Dukora består till största delen av jordbruksmark. Runt Dukora är det ganska glesbefolkat, med 32 invånare per kvadratkilometer.